# Mimodactylus
Mimodactylus („prst z Muzea minerálů (v Bejrútu)“) byl rod pterodaktyloidního ptakoještěra z čeledi Istiodactylidae, který žil v období svrchní křídy (geologický věk cenoman, asi před 95 miliony let) na území dnešního Libanonu (nedaleko města Byblos, lokalita Hjoûla).

## Popis
Mimodactylus byl poměrně malý ptakoještěr, u typového exempláře činilo rozpětí křídel jen 132 cm (nebyl ale zdaleka plně dorostlým jedincem). Tento pterosaur se zřejmě živil menšími mořskými tvory, rybami, korýši i jinými členovci. Jeho zobák byl úzký, zubatý a dobře uzpůsobený k lovu právě takové kořisti. Formálně popsán byl mezinárodním týmem paleontologů na sklonku roku 2019.

## Zařazení

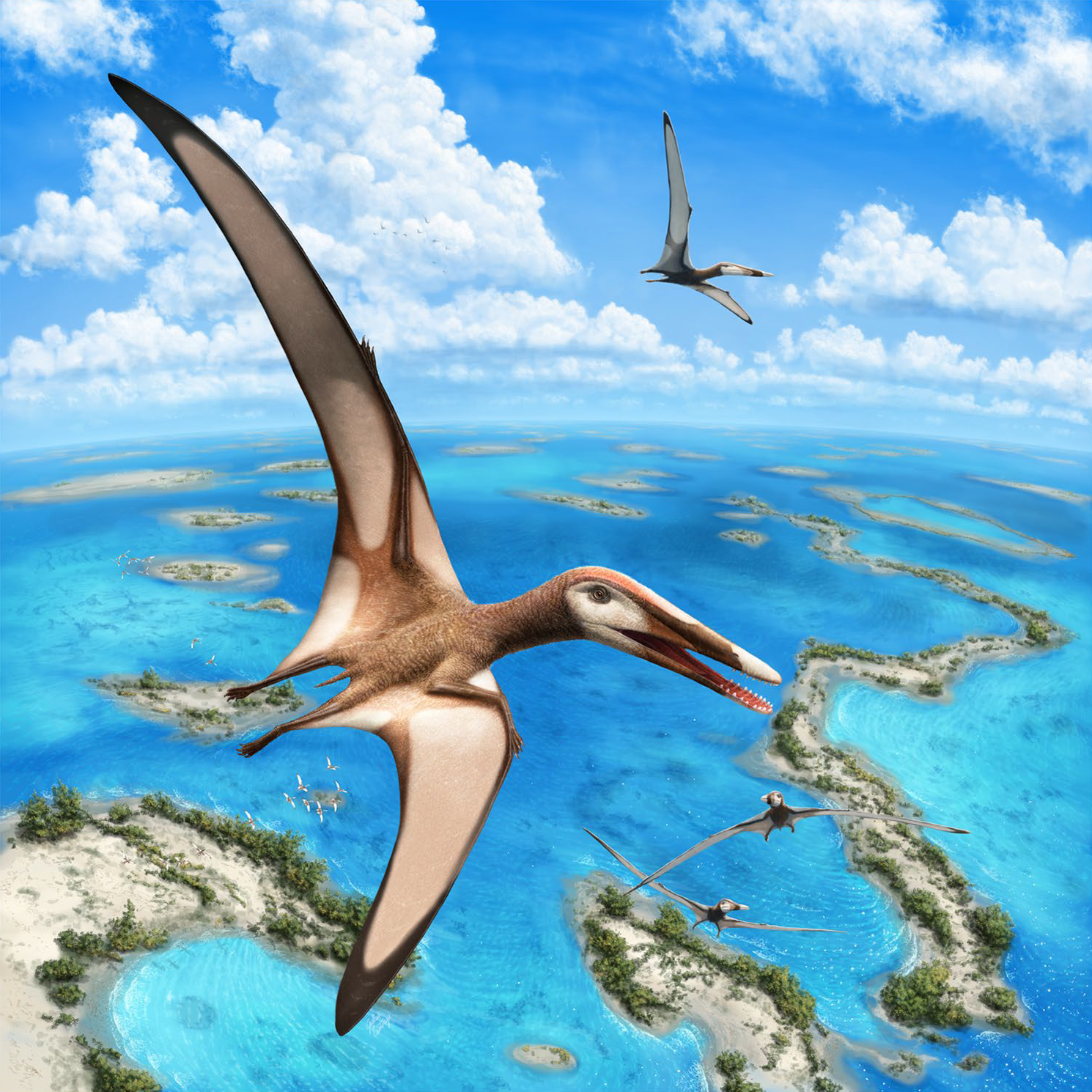
Mimodactylus – ekologická scenérie.

Pro tento druh byla stanovena nová čeleď Mimodactylidae, spadá do kladu Istiodactyliformes a Lanceodontia. Blízce příbuznými rody jsou Istiodactylus, Nurhachius a Liaoxipterus.